# Слобоженко Олександр Олександрович
Олександр Олександрович Слобоженко (нар. 3 серпня 1998, Білгородка, Київська область, Україна) — український підприємець, засновник компанії «Traffic devils», блогер. Майстер спорту, чемпіон України з шосейно-кільцевих мотоперегонів (2018).

## Життєпис
З 11 років почав працювати онлайн, займався розвитком пабликів та чатів у соцмережах, цікавився електронною комерцією. 2016 року дізнався про арбітраж трафіку, організував невелику команду, яка з ним працювала.
За власними словами, у листопаді 2019 року заснував медіабаїнгову компанію Traffic devils, насправді компанію було зареєстровано в листопаді 2023 року.
На початку 2022 року потрапив в ДТП у Дубаї на автомобілі Ferrari SF90 Stradale вартістю $1 млн.

## Розслідування
2023 року Бюро економічної безпеки відкрило кримінальне провадження проти Слобоженка за підозрою у несплаті податків (ст. 212 ККУ), організації азартних ігор (ст. 203−2 ККУ) та легалізації доходів, здобутих злочинним шляхом в особливо великому розмірі (ст. 209 ККУ).

### Несплата податків
У червні 2020 року поліція відкрила кримінальне провадження за звинуваченням в ухиленні від сплати податків та легалізації майна, отриманого злочинним чином. За даними податківців, Слобоженко недоплатив бюджету 54,8 млн грн.
2023 року Бюро економічної безпеки відкрило кримінальне провадження на Слобоженка за підозрою у несплаті податків (ст. 212 ККУ), організацію азартних ігор (ст. 203-2 ККУ) та легалізацію доходів, здобутих злочинним шляхом в особливо великому розмірі (ст. 209 ККУ). У листопаді 2023 року Слобоженко заявив, що планує сплатити ці податки, але журналісти не знайшли підтвердження сплати цих податків.
2024 року видання NGL.media провело розслідування, звинувативши Олександра в несплаті податків, відмиванні грошей, в розслідуванні УП від Михайла Ткача Олександра було звинувачено в ухиленні від мобілізації. 9 травня Слобоженко опублікував відео, де назвав розслідування маніпулятивними та упередженими, але не пояснив, як він виїжджав за кордон. 14 травня «Українська правда» повідомила про отримані погрози від Слобоженка щонайменше 10 журналістам.
2 вересня Слобоженку обрали запобіжний захід у вигляді тримання під вартою за підозрою в ухиленні сплати податків. Сам Слобоженко перебував у розшуку, а його спільника взяли під варту з заставою в 45 млн грн. Їх підозрюють в ухиленні від сплати податків на 200 млн грн та легалізації майна, одержаного злочинним шляхом.

### Ухилення від мобілізації
У квітні 2022 року Слобоженко виїхав з України як волонтер на Volkswagen Crafter з Андрієм Медяником. До системи «Шлях» його внесла Закарпатська ОВА.
У жовтні 2022 року отримав довідку про непридатність до військової служби. Цю довідку видав Голосіївський районний ТЦК у Києві, висновок підписав голова ВЛК Голосіївського району Володимир Приходько. На початку 2023 року Приходька звинуватили в отриманні хабарів за зняття з військового обліку, його зняли з керування ВЛК й станом на липень 2024 року він очікував на вирок суду.

## Кар'єра
З 2016 року — SMM-менеджер.
2017 — зайнявся e-commerce.
2018 — титул чемпіона України у шосейно-кільцевих мотоперегонах та отримав звання майстра спорту.
2019 — заснував медіабаїнгову компанію «Traffic Devils», з 2022 року компанія має офіси у 4 містах та 250 співробітників. Компанія займається медіабаїнгом — перепродажем трафіку, офіційно працює чотири офіси в різних містах. Основна ніша роботи — азартні ігри. Щонайменше до російського вторгнення 2022 року компанія мала офіси в Москві та Санкт-Петербурзі.

## Власність
Має 17 автомобілів, серед яких є: Lamborghini Urus, Ferrari SF90, Mercedes-Benz G63 AMG, BMW M5, Audi RS6, Porsche Taycan, Maybach S680, Toyota Land Cruiser 200. Також мріє про Bugatti Chiron, який коштує понад $3 млн. При цьому, майже вся власність Олександра записана на його мати Ірину Звір (косметолог) та бабусю Ніну Звір. На маму Слобоженко записав, зокрема, Mercedes Benz Maybach S580 (2022 р.в.), BMW M3 (2022 р.в.), Ferrari  SF90 Stradale (2022 р.в.) та інші автомобілі. Бабуся, пенсіонерка, яка живе у Білогородці, 2023 року стала власницею двох квартир у елітному київському хмарочосі «Taryan Towers». За даними Олександра, він купив їх за $700 тис..
Два автомобілі Слобоженка, Toyota Land Cruiser 200 та мікроавтобус Volkswagen Crafter, належать колишньому поліцейському з Донецька Андрію Медянику. Сам Медяник заявив журналістам, що не знайомий зі Слобоженком і не знає про машини.
Співвласник «Ікігай Груп» (13 %), яка займається орендою нерухомості. Співзасновники: Євгеній Трусов, Олександр Горкушин, Максим Якупов, Владислав Мирошниченко та Віталій Духопелов.